# 750년대
750년대는 750년부터 759년까지를 가리킨다.